# CD-41 11023
CD-41 11023 — хімічно пекулярна зоря спектрального класу
B8 й має видиму зоряну величину в смузі V приблизно 12,8.

## Пекулярний хімічний склад
Зоряна атмосфера CD-41 11023 має підвищений вміст 
Si
.